# Leopoldo III di Anhalt-Dessau
Leopoldo III Federico Francesco di Anhalt-Dessau, detto anche Fürst Franz o Vater Franz (Dessau, 10 agosto 1740 – Dessau, 9 agosto 1817), è stato Principe di Anhalt-Dessau dal 1751 al 1807 e Duca di Anhalt-Dessau dal 1807 al 1817.

## Biografia
Leopoldo era il figlio primogenito del Principe Leopoldo II di Anhalt-Dessau e della Principessa Gisella Agnese di Anhalt-Köthen. Dal 1751, salì al trono del Principato alla morte del padre, sotto la tutela dello zio Teodorico, dal momento che non aveva ancora raggiunto l'età per governare, fatto che avvenne nel 1758. Seguendo la tradizione di famiglia, come suo padre e suo nonno prima di lui, entrò al servizio dell'esercito prussiano. Malgrado questa sua presenza militare, riuscì a far mantenere l'Anhalt-Dessau neutrale negli scontri che nel 1757 coinvolsero la Prussia e l'Austria.
Leopoldo III nel 1767 a Charlottenburg sposò sua cugina, la Principessa Luisa di Brandeburgo-Schwedt. Nel 1782 sottopose il principato all'autorità prussiana, ponendosi sotto la protezione reale. Nel 1806, sostenendo la causa di Napoleone, dopo la sconfitta di Lipsia, si trasferì a Parigi con tutta la famiglia.
Nel 1807 Leopoldo III ottenne il titolo di Duca dall'Imperatore Francesco II.
Leopoldo III morì nel 1817 e gli succedette il nipote Leopoldo.

## Matrimonio e figli
Leopoldo III si sposò una sola volta, ma ebbe anche molti figli illegittimi:
Dall'amante Johanna Eleonore Hoffmeier (1746 - 1816; dal 1765 Contessa di Neitschütz):
- Guglielmina Eleonora Federica (nata e morta nel 1762)
- Francesco Giovanni Giorgio, Conte di Waldersee (1763 - 1823)
- Luisa Eleonora Federica (1765 - 1804)

Dalla moglie Luisa di Brandeburgo-Schwedt:
- una figlia (nata e morta nel 1768)
- Federico (1769 - 1814)

Da Luisa Schoch, figlia del Maestro dei Giardini di palazzo:
- Guglielmina sidonia (1789-?)
- Adelaide (1790 - 1850)
- Francesco Adolfo (1792 - 1866)

Dall'amante Johanna Magdalena Luise Jäger (1763-?)
- Francesca (1789-?)
- Leopoldina (1791 - 1847)
- Amalia (1793 - 1841)

Dall'amante Friederike Wilhelmine Schulz nata Favreau (1772 - 1843):
- Luigi Ferdinando Schulz (1800 - 1893)

## Ascendenza
|                                           |                                         |                                           | Genitori                                          |  |  | Nonni |  |  | Bisnonni                                |  |  | Trisnonni                              |  |
|                                           |                                         |                                           |                                                   |  |  |       |  |  | 8. Giovanni Giorgio II di Anhalt-Dessau |  |  | 16. Giovanni Casimiro di Anhalt-Dessau |  |
|                                           |                                         |                                           |                                                   |  |  |       |  |  | 8. Giovanni Giorgio II di Anhalt-Dessau |  |  | 16. Giovanni Casimiro di Anhalt-Dessau |  |
|                                           |                                         | 17. Agnese d'Assia-Kassel                 |                                                   |  |  |       |  |  | 8. Giovanni Giorgio II di Anhalt-Dessau |  |  |                                        |  |
| 4. Leopoldo I di Anhalt-Dessau            |                                         |                                           |                                                   |  |  |       |  |  | 8. Giovanni Giorgio II di Anhalt-Dessau |  |  |                                        |  |
|                                           |                                         | 9. Enrichetta Caterina d'Orange           | 18. Federico Enrico d'Orange                      |  |  |       |  |  |                                         |  |  |                                        |  |
|                                           |                                         | 9. Enrichetta Caterina d'Orange           | 18. Federico Enrico d'Orange                      |  |  |       |  |  |                                         |  |  |                                        |  |
|                                           |                                         | 9. Enrichetta Caterina d'Orange           | 19. Amalia di Solms-Braunfels                     |  |  |       |  |  |                                         |  |  |                                        |  |
| 2. Leopoldo II di Anhalt-Dessau           |                                         | 9. Enrichetta Caterina d'Orange           |                                                   |  |  |       |  |  |                                         |  |  |                                        |  |
|                                           |                                         | 10. Rodolfo Föhse                         | 20. Cristoforo Föse                               |  |  |       |  |  |                                         |  |  |                                        |  |
|                                           |                                         | 10. Rodolfo Föhse                         | 20. Cristoforo Föse                               |  |  |       |  |  |                                         |  |  |                                        |  |
|                                           |                                         | 10. Rodolfo Föhse                         | 21. Eleonora Blandina Schulze                     |  |  |       |  |  |                                         |  |  |                                        |  |
| 5. Anna Luisa Föhse                       |                                         | 10. Rodolfo Föhse                         |                                                   |  |  |       |  |  |                                         |  |  |                                        |  |
|                                           |                                         | 11. Agnese Ohme                           | 22. Giovanni Ohme                                 |  |  |       |  |  |                                         |  |  |                                        |  |
|                                           |                                         | 11. Agnese Ohme                           | 22. Giovanni Ohme                                 |  |  |       |  |  |                                         |  |  |                                        |  |
|                                           |                                         | 11. Agnese Ohme                           | 23. Anna Betken                                   |  |  |       |  |  |                                         |  |  |                                        |  |
| 1. Leopoldo III di Anhalt-Dessau          |                                         | 11. Agnese Ohme                           |                                                   |  |  |       |  |  |                                         |  |  |                                        |  |
|                                           | 12. Emmanuele Lebrecht di Anhalt-Köthen | 24. Emmanuele di Anhalt-Köthen            |                                                   |  |  |       |  |  |                                         |  |  |                                        |  |
|                                           | 12. Emmanuele Lebrecht di Anhalt-Köthen | 24. Emmanuele di Anhalt-Köthen            |                                                   |  |  |       |  |  |                                         |  |  |                                        |  |
|                                           | 12. Emmanuele Lebrecht di Anhalt-Köthen | 25. Anna Eleonora di Stolberg-Wernigerode |                                                   |  |  |       |  |  |                                         |  |  |                                        |  |
| 6. Leopoldo di Anhalt-Köthen              | 12. Emmanuele Lebrecht di Anhalt-Köthen |                                           |                                                   |  |  |       |  |  |                                         |  |  |                                        |  |
|                                           |                                         | 13. Gisella Agnese von Rath               | 26. Balthasar Guglielmo von Rath                  |  |  |       |  |  |                                         |  |  |                                        |  |
|                                           |                                         | 13. Gisella Agnese von Rath               | 26. Balthasar Guglielmo von Rath                  |  |  |       |  |  |                                         |  |  |                                        |  |
|                                           |                                         | 13. Gisella Agnese von Rath               | 27. Maddalena Dorotea von Wuthenau                |  |  |       |  |  |                                         |  |  |                                        |  |
| 3. Gisella Agnese di Anhalt-Köthen        |                                         | 13. Gisella Agnese von Rath               |                                                   |  |  |       |  |  |                                         |  |  |                                        |  |
|                                           |                                         | 14. Carlo Federico di Anhalt-Bernburg     | 28. Vittorio Amedeo di Anhalt-Bernburg            |  |  |       |  |  |                                         |  |  |                                        |  |
|                                           |                                         | 14. Carlo Federico di Anhalt-Bernburg     | 28. Vittorio Amedeo di Anhalt-Bernburg            |  |  |       |  |  |                                         |  |  |                                        |  |
|                                           |                                         | 14. Carlo Federico di Anhalt-Bernburg     | 29. Elisabetta del Palatinato-Zweibrücken-Veldenz |  |  |       |  |  |                                         |  |  |                                        |  |
| 7. Federica Enrichetta di Anhalt-Bernburg |                                         | 14. Carlo Federico di Anhalt-Bernburg     |                                                   |  |  |       |  |  |                                         |  |  |                                        |  |
|                                           |                                         | 15. Sofia Albertina di Solms-Sonnenwalde  | 30. Giorgio Federico di Solms-Sonnenwalde         |  |  |       |  |  |                                         |  |  |                                        |  |
|                                           |                                         | 15. Sofia Albertina di Solms-Sonnenwalde  | 30. Giorgio Federico di Solms-Sonnenwalde         |  |  |       |  |  |                                         |  |  |                                        |  |
|                                           |                                         | 15. Sofia Albertina di Solms-Sonnenwalde  | 31. Anna Sofia di Anhalt-Bernburg                 |  |  |       |  |  |                                         |  |  |                                        |  |
|                                           |                                         | 15. Sofia Albertina di Solms-Sonnenwalde  |                                                   |  |  |       |  |  |                                         |  |  |                                        |  |